# Развозов, Йоэль
Йоэль Развозов (ивр. יואל רזבוזוב, при рождении Константин Анатольевич Развозов; род. 5 июля 1980 в городе Биробиджане, СССР, Еврейская автономная область) — израильский политик, депутат Кнессета от партии «Еш Атид», общественный деятель и спортсмен. Министр туризма с 15 июня 2021 года. В прошлом дзюдоист, двукратный вице-чемпион Европы в весе до 73 кг. Многократный призёр мировых Гран-при, участник Олимпийских игр в Афинах в 2004-м.

## Биография
Константин Развозов родился в 1980 году в семье Анатолия (спортивный функционер) и Ирины (директор школы) Развозовых. В 1991 году семья репатриировалась в Израиль и поселилась в Кирьят-Яме.

### Учёба
В 2010 году окончил Междисциплинарный центр в Герцлии и получил степень бакалавра по бизнес-менеджменту.

### Общественная работа
В 2008 году Развозов был избран в муниципалитет города Нетании от списка мэра Мирьям Файрберг и был ответственен за развитие спорта в этом городе. Во время его пребывания в должности спортивный бюджет муниципалитета Нетании был удвоен. Он также инициировал различные образовательные проекты по развитию спорта, к примеру, введение новых спортивных кружков, таких как дзюдо и плавания в местных городских школах.
С 2008 по 2013 года являлся председателем правления Комиссии спортсменов олимпийцев.
3 мая 2012 года Йоэль Развозов присоединился к партии «Еш Атид» (второй по количеству мандатов на выборах в Кнессет 19-го созыва и занял 8 место в партийном списке. В феврале 2013 года занял пост председателя комиссии по вопросам алии, абсорбции и диаспоры. 17 марта 2015 избран в Кнессет 20-го созыва от партии «Еш Атид» (9-е место в списке).

## Семья
Отец — Анатолий Владимирович Развозов — инженер-строитель, ранее занимавшийся тяжелой атлетикой, был ответственным за спорт в Еврейской автономной области.
Мать Ирина, учительница математики.
Жена Ирина, преподавательница младших классов.
В браке есть две дочери, Николь и Эмили.

## Спортивная карьера
Развозов завоевал две серебряные медали на чемпионатах Европы и представлял Израиль в 2004 году на Олимпийских играх в Афинах. В начале своей карьеры, в возрасте 16 лет, выиграл Чемпионат Израиля по дзюдо, и затем удерживал первенство в течение десятилетия. Первым достижением на международной арене было пятое место в чемпионате Европы в 2002 году. Уже через год занял седьмое место на Чемпионате Мира в Осаке. В 2004 году на Чемпионате Европы, который проходил в Бухаресте в 2004 году, завоевал серебряную медаль, а затем в Афинах дошел только к четверть-финалу, где проиграл бразильскому противнику. Однако уже в следующем году снова завоевал серебряную медаль на Чемпионате Европы.
В начале 2006 года Развозов получил травму на тренировочных сборах в Японии. Эта травма впоследствии отрицательно сказалась на его возможностях в том году[значимость факта?]. Среди прочего, он проиграл в финале Чемпионата Израиля Йони Вульфу. Позже Олимпийский комитет внёс имя Развозова в список лучших спортсменов, претендующих на медаль на предстоящих Олимпийских играх в Пекине (2008), однако в 2007 году травма временно прервала его спортивную деятельность. В начале 2008 года на Чемпионате Европы Развозов потерпел поражение во втором туре. В конце концов, он не принимал участия в Олимпийских играх. Продолжил подготовку к Олимпийским играм в Лондоне (2012) и выступил в качестве капитана сборной Израиля по дзюдо. 31 октября 2011 года Развозов объявил о своем уходе из большого спорта.
2008—2013 годы — член Олимпийского комитета Израиля.

### Статистика
Достижения Развозова на крупных соревнованиях
- · 2001-й, Гран-при (Австрия, Леондинг) — 1-е место
- · 2001-й, Чемпионат Израиля — 1-е место
- · 2002-й, Чемпионат Европы по дзюдо 2002 (Словения, Марибор) — 5-е место
- · 2002-й, Кубок мира (Болгария, София) — 3-е место
- · 2002-й, Чемпионат Израиля — 1-е место
- · 2003-й, Чемпионат мира по дзюдо 2003 (Япония, Осака) — 7-е место
- · 2003-й, Открытый чемпионат Германии, 3-е место
- · 2003-й, Чемпионат Израиля — 1-е место
- · 2003-й, Международный турнир (Германия), 1-е место
- · 2004-й, Гран-при (Россия) — 3-е место
- · 2004-й, Гран-при (Германия) — 3-е место
- · 2004-й, Чемпионат Европы (Румыния), 2-е место
- · 2004-й, Чемпионат Израиля, Нетания — 1-е место
- · 2004-й, Гран-при (Чехия) — 3-е место
- · 2004-й, Роттердамский турнир (Голландия) — 2-е место
- · 2004-й, участие на Олимпийский Играх (Греция) — 9-е место
- · 2005-й, Чемпионат Европы (Голландия), 2-е место
- · 2005-й, Чемпионат Израиля, Тель-Авив — 1-е место
- · 2005-й, Чемпионат Европы для национальных сборных (Венгрия) — 1-е место
- · 2005-й, Открытый чемпионат Бельгии, 3-е место
- · 2006-й, Кубок мира (Чехия), 3-е место
- · 2006-й, Чемпионат Израиля, Тель-Авив — 2-е место
- · 2007-й, Кубок мира (Италия), 3-е место
- · 2008-й, Кубок мира (Грузия), 2-е место